# Кордюген
Кордюген — пресноводное озеро на северо-востоке Якутии, в Верхнеколымском улусе. Расположено в  междуречье рек Ожогина и Дойду, в 1 км к юго-востоку от озера Оргуллах. Имеет ромбовидную форму.
Находится на высоте 60 м над уровнем моря. Площадь озера составляет 13 км². Длина озера около 4,6 км, максимальная ширина — 4,55 км. На юго-востоке вытекает протока, через которую Кордюген имеет сток в Дойду. На западе протока соединяет озёра Оргуллах и Кордюген.
Берега низкие, умеренно изрезанные, местами заболоченные, покрытые типичной лесотундровой растительностью. Редколесная тайга подступает вплотную к озеру с юга. Острова отсутствуют.
Ближайший населенный пункт, село Усун-Кюёль, расположен примерно в 73 км к юго-востоку.